# Срезојевци
Срезојевци су насеље у Србији у општини Горњи Милановац у Моравичком округу. Према попису из 2022. било је 251 становника, што је значајно мање од пописа из 2002. када је било 424 становника (према попису из 1991. било је 578 становника). Срезојевци су удаљени 28 км од Горњег Милановца, налазе се надомак старог пута за Пожегу, као и јужно од села Брезна. Ово село са налази на надморској висини од 450 до 620 м и на површини од 2.502 ха.
Срезојевци су некада припадали општини и црквеној парохији села Брезна, а школу су имали у селу. Сеоска слава је Бели четвртак.
Овде се налазе Стари споменици на сеоском гробљу у Срезојевцима (општина Горњи Милановац), Крајпуташ Средоју Филиповићу у Срезојевцима, Крајпуташ Милошу Марићу у Срезојевцима и Крајпуташи Живану и Радовану Николићу у Срезојевцима.

## Историја
На основу старог предања, мештани Срезојеваца и преци данашњих Вукомановића спасили су од Мађара немачког краља и римског цара Фридриха Барбаросу 1189. године када се кретао у Трећи крсташки рат. У знак захвалности према Вукомановићима, Барбароса је доделио племићку, кнежевску титулу (кнежеви левенштајн) и грб .
На основу појединих извора, ово село било је скоро исељено 1690. године у сеоби Срба. Поновно веће  насељавање је 1733. године када су у њега пристигли досељеници из Црне Горе, Старог Влаха, Босне и ужичког краја. Иако нема тачних података на основу чега је ово село добило име, претпоставља се да је од "срезивања грађе" јер је некад било богато шумом. Први пут се помиње овим именом 1718. године у аустријском попису.
У ратовима у периоду од 1912. до 1918. године село је дало 124 ратника. Погинуло их је 77 а 47 је преживело.

## Демографија
У пописима село је 1910. године имало 671 становника, 1921. године 354, а 2002. године тај број је порастао на 433.
Према попису из 2002. у насељу Срезојевци живи 368 пунолетних становника, а просечна старост становништва износи 48,2 година (48,3 код мушкараца и 48,2 код жена). У насељу има 148 домаћинстава, а просечан број чланова по домаћинству је 2,86.
Ово насеље је великим делом насељено Србима (према попису из 2002. године), а у последња три пописа, примећен је пад у броју становника.
У Срезојевцима су рођени кнегиња Љубица, супруга кнеза Милоша Обреновића, као и Алекса Вукомановић, професор Лицеја у Београду и супруг Мине Караџић.
|  |

| Демографија | Демографија | Демографија |
| Година      | Становника  | Становника  |
| ----------- | ----------- | ----------- |
| 1948.       | 788         |             |
| 1953.       | 829         |             |
| 1961.       | 840         |             |
| 1971.       | 781         |             |
| 1981.       | 692         |             |
| 1991.       | 578         | 573         |
| 2002.       | 424         | 433         |
| 2011.       | 337         |             |

| Етнички састав према попису из 2002.‍ | Етнички састав према попису из 2002.‍ | Етнички састав према попису из 2002.‍ | Етнички састав према попису из 2002.‍ | Етнички састав према попису из 2002.‍ |
| ------------------------------------ | ------------------------------------ | ------------------------------------ | ------------------------------------ | ------------------------------------ |
|                                      |                                      |                                      |                                      |                                      |
| Срби                                 | Срби                                 |                                      | 418                                  | 98,58%                               |
| непознато                            | непознато                            |                                      | 4                                    | 0,94%                                |

| Година пописа     | 1948. | 1953. | 1961. | 1971. | 1981. | 1991. | 2002. |
| ----------------- | ----- | ----- | ----- | ----- | ----- | ----- | ----- |
| Број домаћинстава | 142   | 156   | 190   | 202   | 204   | 178   | 148   |

| Број чланова      | 1  | 2  | 3  | 4  | 5  | 6  | 7 | 8 | 9 | 10 и више | Просек |
| ----------------- | -- | -- | -- | -- | -- | -- | - | - | - | --------- | ------ |
| Број домаћинстава | 34 | 50 | 19 | 15 | 15 | 11 | 1 | 2 | 1 | 0         | 2,86   |

| Пол    | Укупно | Неожењен/Неудата | Ожењен/Удата | Удовац/Удовица | Разведен/Разведена | Непознато |
| ------ | ------ | ---------------- | ------------ | -------------- | ------------------ | --------- |
| Мушки  | 187    | 47               | 121          | 15             | 3                  | 1         |
| Женски | 189    | 18               | 123          | 47             | 1                  | 0         |
| УКУПНО | 376    | 65               | 244          | 62             | 4                  | 1         |

| Пол    | Укупно                    | Пољопривреда, лов и шумарство | Рибарство                            | Вађење руде и камена | Прерађивачка индустрија       |
| ------ | ------------------------- | ----------------------------- | ------------------------------------ | -------------------- | ----------------------------- |
| Мушки  | 77                        | 26                            | 0                                    | 0                    | 39                            |
| Женски | 34                        | 20                            | 0                                    | 1                    | 6                             |
| УКУПНО | 111                       | 46                            | 0                                    | 1                    | 45                            |
| Пол    | Производња и снабдевање   | Грађевинарство                | Трговина                             | Хотели и ресторани   | Саобраћај, складиштење и везе |
| Мушки  | 0                         | 0                             | 3                                    | 0                    | 6                             |
| Женски | 0                         | 0                             | 4                                    | 1                    | 0                             |
| УКУПНО | 0                         | 0                             | 7                                    | 1                    | 6                             |
| Пол    | Финансијско посредовање   | Некретнине                    | Државна управа и одбрана             | Образовање           | Здравствени и социјални рад   |
| Мушки  | 0                         | 0                             | 1                                    | 0                    | 1                             |
| Женски | 0                         | 0                             | 1                                    | 1                    | 0                             |
| УКУПНО | 0                         | 0                             | 2                                    | 1                    | 1                             |
| Пол    | Остале услужне активности | Приватна домаћинства          | Екстериторијалне организације и тела | Непознато            | Непознато                     |
| Мушки  | 0                         | 0                             | 0                                    | 1                    | 1                             |
| Женски | 0                         | 0                             | 0                                    | 0                    | 0                             |
| УКУПНО | 0                         | 0                             | 0                                    | 1                    | 1                             |